# Sergueï Olchanski
Pour les articles homonymes, voir Olchanski.
Sergueï Petrovitch Olchanski (en russe : Сергей Петрович Ольшанский), né le 28 mai 1948 à Moscou, est un footballeur international soviétique d'origine russe devenu par la suite entraîneur puis dirigeant de football.
Il est notamment médaillé de bronze avec la délégation soviétique dans le cadre des Jeux olympiques d'été de 1972.

## Biographie

### Carrière de joueur
Né et formé à Moscou, Sergueï Olchanski passe au cours de sa jeunesse dans les rangs de plusieurs équipes locales, incluant le MELE, le FSM ou encore le Bourevestnik. Il rejoint en fin d'année 1968 le Spartak Moscou avec qui il fait ses débuts professionnels le 16 avril 1969 à l'âge de 20 ans lors d'un match de championnat contre le Dinamo Tbilissi.
Alors qu'il s'impose par la suite comme titulaire durant la première moitié des années 1970 et jusqu'en 1975, il dispute durant son passage 177 rencontres sous les couleurs du Spartak pour sept buts marqués. Il y remporte notamment le championnat soviétique en 1969 ainsi que la coupe nationale en 1971, compétition dont il est également finaliste en 1972. Son passage le voit également disputer dix rencontres dans les trois compétitions européennes, la campagne la plus notable étant celle de 1972-1973 durant laquelle le Spartak atteint les quarts de finale de la Coupe des coupes.
Convoqué par l'armée soviétique au milieu de la saison 1975, Olchanski quitte alors le Spartak pour terminer l'année au troisième échelon avec le SKA-Khabarovsk. Il fait son retour dans l'élite dès l'année 1976 en revenant à Moscou sous les couleurs du CSKA Moscou. Il reste par la suite quatre années au club, disputant 103 matchs pour un seul but marqué, avant de prendre sa retraite en fin d'année 1979 à l'âge de 31 ans.

### Carrière internationale
Olchanski est appelé pour la première fois au sein de la sélection soviétique par Oleksandr Ponomarov le 6 août 1972 à l'occasion d'un match amical contre la Suède. Il est dans la foulée au sein de la délégation soviétique dans le cadre des Jeux olympiques d'été, disputant trois rencontres contre le Mexique, le Danemark et l'Allemagne de l'Ouest tandis que l'Union soviétique décroche finalement la médaille de bronze. Il termine enfin l'année 1972 par un match de qualification pour la Coupe du monde 1974 face à la France.
Malgré le départ d'Oleksandr Ponomarov par la suite, il continue d'être appelé régulièrement par ses remplaçants Ievgueni Gorianski (en) puis Konstantin Beskov tout au long des années 1973 et 1974, tandis que les Soviétiques échouent à se qualifier pour le Mondial 1974. Le passage de Valeri Lobanovski à la tête de la sélection entre janvier 1975 et juillet 1976 correspond à une période de trou pour Olchanski qui n'est alors plus sélectionné. L'arrivée de Valentin Nikolaïev en fin d'année 1976 le voit finalement faire son retour dans l'équipe tandis que Nikita Simonian continue de l'utiliser pour un temps durant le début d'année 1977. Il connaît ainsi sa dernière sélection le 24 avril 1977 contre la Grèce lors d'un match de qualification pour la Coupe du monde 1978, cumulant en tout 19 sélections entre 1972 et 1977.

### Carrière dans le management
Après la fin de sa carrière, Olchanski se reconvertit dans un premier temps comme entraîneur, officiant notamment dans les équipes de jeunes du CSKA Moscou à partir de 1981. Il occupe également un poste d'assistant au sein de l'équipe première sous les ordres successifs d'Albert Chesternev, Sergueï Chapochnikov (en) et Iouri Morozov entre septembre 1982 et la fin d'année 1984. Il retrouve ensuite son poste dans les équipes de jeunes jusqu'à l'été 1986.
Après un passage d'un an et demi au Guinée-Bissau en tant qu'entraîneur dans les équipes de football de l'armée, Olchanski réintègre à partir de 1989 l'organigramme du CSKA Moscou, occupant des postes d'instructeurs et de responsable dans les sections sportives du club durant les années 1990 et le début des années 2000. Il est également membre du comité exécutif de la fédération russe de football entre 1992 et 1996. Il occupe par la suite un poste d'assistant au sein de la jeune équipe du FK Reoutov (en) entre 2001 et 2003 puis au Saturn Iegorievsk (en) en 2004. Enfin, il devient chef d'équipe au Nika Moscou (en) en 2005 puis directeur général du club à partir de septembre 2007 jusqu'à la dissolution de celui-ci en fin d'année 2010.

## Statistiques
| Saison                | Club                  | Championnat           | Championnat | Championnat | Coupe(s) nationale(s) | Coupe(s) nationale(s) | Compétition(s) continentale(s) | Compétition(s) continentale(s) | Compétition(s) continentale(s) | Total | Total |
| Saison                | Club                  | Division              | M.          | B.          | M.                    | B.                    | Comp.                          | M.                             | B.                             | M.    | B.    |
| 1969                  | Spartak Moscou        | D1                    | 5           | 0           | -                     | -                     | -                              | -                              | -                              | 5     | 0     |
| 1970                  | Spartak Moscou        | D1                    | 19          | 2           | 1                     | 0                     | C1                             | 1                              | 0                              | 21    | 2     |
| 1971                  | Spartak Moscou        | D1                    | 21          | 1           | 5                     | 0                     | C3                             | 1                              | 0                              | 27    | 1     |
| 1972                  | Spartak Moscou        | D1                    | 29          | 1           | 10                    | 0                     | C2                             | 4                              | 0                              | 43    | 1     |
| 1973                  | Spartak Moscou        | D1                    | 30          | 0           | 5                     | 0                     | C2                             | 2                              | 0                              | 37    | 0     |
| 1974                  | Spartak Moscou        | D1                    | 27          | 2           | 6                     | 0                     | C3                             | 2                              | 0                              | 35    | 2     |
| 1975                  | Spartak Moscou        | D1                    | 8           | 1           | 1                     | 0                     | -                              | -                              | -                              | 9     | 1     |
| Sous-total            | Sous-total            | Sous-total            | 139         | 7           | 28                    | 0                     | -                              | 10                             | 0                              | 177   | 7     |
| 1975                  | SKA-Khabarovsk        | D3                    | 22          | 1           | -                     | -                     | -                              | -                              | -                              | 22    | 1     |
| Sous-total            | Sous-total            | Sous-total            | 22          | 1           | -                     | -                     | -                              | -                              | -                              | 22    | 1     |
| 1976                  | CSKA Moscou           | D1                    | 28          | 1           | 2                     | 0                     | -                              | -                              | -                              | 30    | 1     |
| 1977                  | CSKA Moscou           | D1                    | 27          | 0           | 2                     | 0                     | -                              | -                              | -                              | 29    | 0     |
| 1978                  | CSKA Moscou           | D1                    | 27          | 0           | 2                     | 0                     | -                              | -                              | -                              | 29    | 0     |
| 1979                  | CSKA Moscou           | D1                    | 14          | 0           | 1                     | 0                     | -                              | -                              | -                              | 15    | 0     |
| Sous-total            | Sous-total            | Sous-total            | 96          | 1           | 7                     | 0                     | -                              | -                              | -                              | 103   | 1     |
| Total sur la carrière | Total sur la carrière | Total sur la carrière | 257         | 9           | 35                    | 0                     | -                              | 10                             | 0                              | 302   | 9     |

## Palmarès
| Spartak Moscou - Championnat d'Union soviétique (1) : - Champion : 1969. - Coupe d'Union soviétique (1) : - Vainqueur : 1971. - Finaliste : 1972. | Union soviétique olympique - Jeux olympiques : - Bronze : 1972. |